# Bruno Heller
Bruno Heller (Londres, 1960) é um roteirista e produtor de televisão britânico. É o criador das séries de televisão Roma, da HBO, O Mentalista, da CBS, e Gotham, da FOX, baseada no universo do Batman.
O pai de Heller, Lukas, era um imigrante e roteirista judeu-alemão; sua mãe, Caroline foi membro do Partido Trabalhista. Ele tem três irmãos, incluindo Zoë, colunista e escritor que publicou três romances.

## Carreira
Heller se formou na Universidade de Sussex perto de Brighton.
Enquanto trabalhava como técnico de som em uma série de filmes, na Inglaterra, Heller conheceu o respeitado diretor português Eduardo Guedes. Os dois colaboraram no que se tornaria o primeiro crédito escrito de Heller, o filme de 1994 Pax, estrelado por Amanda Plummer.
Deixou a Inglaterra. indo para Nova York, onde conheceu sua esposa, Miranda Cowley, neta do poeta e crítico americano Malcolm Cowley. Miranda era vice-presidente sênior da HBO; o casal tem dois filhos.
Mudou-se para Los Angeles, onde trabalhou em vários dramas de televisão, incluindo dois projetos para a USA Network: Touching Evil e The Huntress. Mas seu avanço veio com Roma, que ele co-criou. Após o cancelamento dessa série por seus altos custos, Heller criou The Mentalist.

## Filmografia
| Ano       | Nome             | Tipo        | Notas Adicionais             |
| --------- | ---------------- | ----------- | ---------------------------- |
| 2000      | The Huntress     | Série de TV | 3 episódios                  |
| 2004      | Touching Evil    | Série de TV | 1 episódio                   |
| 2005-2007 | Roma             | Série de TV | 22 episódios                 |
| 2007      | A Mulher Biônica | Série de TV | 1 episódio                   |
| 2013      | The Advocates    | Filme       | filme gravado para televisão |
| 2008-2015 | O Mentalista     | Série de TV | 151 episódios                |
| 2014-2019 | Gotham           | Série de TV | 81 episódios                 |
| 2019-2022 | Pennyworth       | Série de TV | 29 episódios                 |